# Biausac
Biozat és un municipi francès, situat al departament de l'Alier i a la regió d'Alvèrnia-Roine-Alps. L'any 2007 tenia 707 habitants.

## Demografia

### Població
El 2007 la població de fet de Biozat era de 707 persones. Hi havia 291 famílies de les quals 69 eren unipersonals (20 homes vivint sols i 49 dones vivint soles), 113 parelles sense fills, 93 parelles amb fills i 16 famílies monoparentals amb fills.
La població ha evolucionat segons el següent gràfic:
Habitants censats

### Habitatges
El 2007 hi havia 361 habitatges, 299 eren l'habitatge principal de la família, 34 eren segones residències i 29 estaven desocupats. 350 eren cases i 9 eren apartaments. Dels 299 habitatges principals, 243 estaven ocupats pels seus propietaris, 36 estaven llogats i ocupats pels llogaters i 19 estaven cedits a títol gratuït; 1 tenia una cambra, 17 en tenien dues, 45 en tenien tres, 87 en tenien quatre i 149 en tenien cinc o més. 246 habitatges disposaven pel capbaix d'una plaça de pàrquing. A 121 habitatges hi havia un automòbil i a 160 n'hi havia dos o més.

### Piràmide de població
La piràmide de població per edats i sexe el 2009 era:
| Homes | Edats   | Dones |
| ----- | ------- | ----- |
| 0     | 95 o +  | 0     |
| 0     | 90 a 94 | 0     |
| 4     | 85 a 89 | 12    |
| 8     | 80 a 84 | 12    |
| 16    | 75 a 79 | 8     |
| 12    | 70 a 74 | 16    |
| 24    | 65 a 69 | 24    |
| 24    | 60 a 64 | 20    |
| 8     | 55 a 59 | 8     |
| 24    | 50 a 54 | 16    |
| 40    | 45 a 49 | 20    |
| 36    | 40 a 44 | 36    |
| 20    | 35 a 39 | 24    |
| 28    | 30 a 34 | 28    |
| 8     | 25 a 29 | 4     |
| 20    | 20 a 24 | 16    |
| 12    | 15 a 19 | 16    |
| 32    | 10 a 14 | 24    |
| 20    | 5 a 9   | 12    |
| 12    | 0 a 4   | 4     |

## Economia
El 2007 la població en edat de treballar era de 462 persones, 343 eren actives i 119 eren inactives. De les 343 persones actives 308 estaven ocupades (172 homes i 136 dones) i 35 estaven aturades (15 homes i 20 dones). De les 119 persones inactives 59 estaven jubilades, 20 estaven estudiant i 40 estaven classificades com a «altres inactius».

### Ingressos
El 2009 a Biozat hi havia 318 unitats fiscals que integraven 765 persones, la mediana anual d'ingressos fiscals per persona era de 17.273 €.

### Activitats econòmiques
Dels 17 establiments que hi havia el 2007, 2 eren d'empreses de fabricació d'altres productes industrials, 2 d'empreses de construcció, 3 d'empreses de comerç i reparació d'automòbils, 1 d'una empresa d'hostatgeria i restauració, 2 d'empreses d'informació i comunicació, 1 d'una empresa financera, 1 d'una empresa immobiliària, 2 d'empreses de serveis i 3 d'empreses classificades com a «altres activitats de serveis».
Dels 2 establiments de servei als particulars que hi havia el 2009, 1 era un paleta i 1 fusteria.
L'any 2000 a Biozat hi havia 32 explotacions agrícoles que ocupaven un total de 1.152 hectàrees.

## Equipaments sanitaris i escolars
El 2009 hi havia una escola elemental.

## Poblacions més properes
El següent diagrama mostra les poblacions més properes.